# 루카스 바리오스
루카스 라몬 바리오스 카세레스(스페인어: Lucas Ramón Barrios Cáceres, 1984년 11월 13일 ~, 산 페르난도)는 아르헨티나 출신 파라과이의 은퇴한 축구 선수이다. 포지션은 공격수였다. 별명은 '표범'이라는 의미의 라 판테라(스페인어: La Pantera)이다.
보루시아 도르트문트 이전에는 아르헨티노스 주니어스, CA 티그레 (임대), 데포르티보 테무코, CA 티로 페데랄 아르헨티노, 코브렐로아 (Cobreloa), 클럽 아틀라스, 콜로-콜로에서 활약하였다.
파라과이 축구 국가대표팀에는 2010년 첫 발탁되어 현재까지 A매치 34경기에서 10골을 넣었으며, 국가대표 데뷔전은 아일랜드와의 경기였다. 2010년 FIFA 월드컵때는 일본과의 16강전 승부차기에서 두 번째 키커로 나와 성공하면서 파라과이의 8강 진출에 기여했다.